# Анрі Відаль
Анрі́ Віда́ль (фр. Henri Vidal, повне ім'я — Анрі Люсьєн Раймон Відаль, фр. Henri Lucien Raymond Vidal, (нар. 26 листопада 1919, Клермон-Феран, Франція — †10 січня 1959, Париж, Франція) — французький актор, популярний у 40-50-х роках XX століття.

## Біографія
Анрі Люсьєн Реймонд Відаль народився 26 листопада 1919 року в Клермон-Ферані. Його батько, Ежен Жюль Відаль (1890-), з невеликого міста Понжибо був солдатом, а потім працював у компанії «Мішлен», всесвітньо відомого виробника автомобільних шин. Його мати, Елена Ґроґрен (1900-), уродженка міста Шамальєр.
Завдяки своїм зовнішнім даним Анрі Відаль виграв конкурс «Аполлон 1939». За сприяння Едіт Піаф він дебютував у кіно разом зі співачкою у фільмі «Монмартр на Сені» у 1941 році. Між 1941 і 1959 роками Відаль знявся в 36 фільмах.
У травні 1943 року він одружився з акторкою Мішель Корду, однак вони розлучилися в липні 1946 року. У 1950 році він одружився з французькою акторкою Мішель Морган, з якою він познайомився в 1949 році під час зйомок фільму «Фабіола» Алесандро Блазетті.
Анрі Відал похований на кладовищі в Понжибо в департаменті Пюї-де-Дом.

## Фільмографія
- 1941 «Монмартр на Сені» (Montmartre-sur-Seine) — Моріс Казо
- 1946 «Фабіола» (Fabiola) — Руаль
- 1947 «Прокляті» (Les Maudits) — Жильбер
- 1950 «Міністерство праці» (Quai de Grenelle) — Жан-Луї Саваляд, мисливець за гадюками
- 1952 «Сім смертних гріхів» (Les Sept Péchés capitaux) — Анрі та Антонін (5. «Ненажерливість»)
- 1957 «Бідний і красуня» (Une manche et la belle) — Пилип Делярош
- 1957 «Парижанка» (Une parisienne) — Мішель Легран
- 1958 «Будь красивою та помовчуй» (Sois belle et tais-toi) — інспектор Жан Морель
- 1959 «Єдиний ангел на землі» (Ein Engel auf Erden) — П’єр Шайо